# Lista episoadelor din Star Trek: Voyager
Aceasta este o listă de episoade ale serialului științifico-fantastic Star Trek: Voyager, episoade care au fost prima oară difuzate pe canalul american UPN din ianuarie 1995 până în mai 2001. Acesta este al patrulea serial de televiziune din franciza Star Trek și cuprinde un total de 172 episoade pe parcursul a șapte sezoane. Cinci episoade din Star Trek: Voyager ("Protectorul", "Jocul morții", "Dark Frontier", "Trup și suflet", "Joc final") au fost fiecare difuzate inițial cu o durată de două ore. Episoadele sunt prezentate în ordinea cronologică a primei transmisii la televiziune și corespund cu ordinea episoadelor de pe fiecare set de DVD-uri (pentru fiecare sezon a fost produs un set de DVD-uri, vezi tabelul de mai jos). Această listă include și data stelară la care evenimentele din fiecare episod au avut loc în cadrul universului fictiv Star Trek.

## Sezoane
| Sezon | Sezon | Episoade | Premiera  | Programare    | Producție pe DVD   | Producție pe DVD  |
| Sezon | Sezon | Episoade | Premiera  | Programare    | Regiunea 1         | Regiunea 2        |
| ----- | ----- | -------- | --------- | ------------- | ------------------ | ----------------- |
|       | 1     | 16       | 1995      | Luni, 8/7     | 24 februarie 2004  | 3 mai 2004        |
|       | 2     | 26       | 1995–1996 | Luni, 8/7     | 18 mai 2004        | 5 iulie 2004      |
|       | 3     | 26       | 1996–1997 | Miercuri, 9/8 | 6 iulie 2004       | 6 septembrie 2004 |
|       | 4     | 26       | 1997–1998 | Miercuri, 9/8 | 28 septembrie 2004 | 1 noiembrie 2004  |
|       | 5     | 26       | 1998–1999 | Miercuri, 9/8 | 9 noiembrie 2004   | 10 ianuarie 2005  |
|       | 6     | 26       | 1999–2000 | Miercuri, 9/8 | 7 decembrie 2004   | 7 martie 2005     |
|       | 7     | 26       | 2000–2001 | Miercuri, 9/8 | 21 decembrie 2004  | 6 iunie 2005      |

## Episoade

### Sezonul 1 (1995)
| Titlu | Premiera          | Regie            | Scenariu                                  | Data stelară     | Episod # |
| --- | ----------------- | ---------------- | ----------------------------------------- | ---------------- | -------- |
| 1&2. "Caretaker" | 16 ianuarie 1995  | Winrich Kolbe    | Michael Piller & Jeri Taylor              | 48315.6          | 101/102  |
| În timpul unei misiuni spre Badlands, USS Voyager, împreună cu o navă Maquis, este blocată în Cuadrantul Delta, la o distanță de mai mult de 70.000 de ani-lumină de Terra, de o forță incredibil de puternică, cunoscută sub numele de Îngrijitor. |                   |                  |                                           |                  |          |
| |                   |                  |                                           |                  |          |
| 3. "Parallax" | 23 ianuarie 1995  | Kim Friedman     | Brannon Braga                             | 48439.7          | 103      |
| USS Voyager este prinsă într-un orizont de evenimente de tipul singularitate cuantică, iar căpitanul Kathryn Janeway trebuie să decidă pe cine să numească în funcția de inginer șef dintre Lt. Carey și fosta Maquis B'Elanna Torres.              |                   |                  |                                           |                  |          |
| |                   |                  |                                           |                  |          |
| 4. "Time and Again" | 30 ianuarie 1995  | Les Landau       | David Kemper & Michael Piller             | Necunoscută      | 104      |
| Căpitanul Kathryn Janeway și Tom Paris sunt trimiși înapoi în timp cu o zi înainte ca o planetă extraterestră să fie distrusă. Ei încearcă să oprească explozia care va distruge planeta.                                                           |                   |                  |                                           |                  |          |
| |                   |                  |                                           |                  |          |
| 5. "Phage" | 6 februarie 1995  | Winrich Kolbe    | Skye Dent & Brannon Braga                 | 48532.4          | 105      |
| O specie care recoltează organe, cunoscută sub numele de Vidiiani, fură plămânii talaxianului Neelix, lăsându-l să moară. |                   |                  |                                           |                  |          |
| |                   |                  |                                           |                  |          |
| 6. "The Cloud" | 13 februarie 1995 | David Livingston | Tom Szollosi & Michael Piller             | 48546.2          | 106      |
| Echipajul intră într-o nebuloasă pentru a colecta mostre înainte să-și dea seama că aceasta este un organism viu. |                   |                  |                                           |                  |          |
| |                   |                  |                                           |                  |          |
| 7. "Eye of the Needle" | 20 februarie 1995 | Winrich Kolbe    | Bill Dial & Jeri Taylor                   | 48579.4          | 107      |
| Este descoperită o micro-gaură de vierme care duce către Cuadrantul Alfa , iar echipajul se întâlnește în partea cealaltă a găurii de vierme cu o navă Romulană .                                                                                   |                   |                  |                                           |                  |          |
| |                   |                  |                                           |                  |          |
| 8. "Ex Post Facto" | 27 februarie 1995 | LeVar Burton     | Evan Carlos Somers & Michael Piller       | Necunoscută      | 108      |
| Tom Paris este condamnat pentru crimă într-o lume extraterestră, iar pedeapsa lui este să retrăiască crima din punctul de vedere al victimei la fiecare 14 ore.                                                                                     |                   |                  |                                           |                  |          |
| |                   |                  |                                           |                  |          |
| 9. "Emanations" | 13 martie 1995    | David Livingston | Brannon Braga                             | 48623.5          | 109      |
| Harry Kim este transportat într-o lume extraterestră, în același timp un cadavru ajunge pe Voyager. |                   |                  |                                           |                  |          |
| |                   |                  |                                           |                  |          |
| 10. "Prime Factors" | 20 martie 1995    | Les Landau       | Michael Perricone & George Elliot         | 48642.5          | 110      |
| O rasă care ar putea scurta călătoria navei Voyager cu un dispozitiv de transport nu își împărtășește tehnologia. |                   |                  |                                           |                  |          |
| |                   |                  |                                           |                  |          |
| 11. "State of Flux" | 10 aprilie 1995   | Robert Scheerer  | Chris Abbott                              | 48658.2          | 111      |
| Janeway și alți ofițeri superiori încearcă să alunge un spion care trimite informații către Kazon. |                   |                  |                                           |                  |          |
| |                   |                  |                                           |                  |          |
| 12. "Heroes and Demons" | 24 aprilie 1995   | Les Landau       | Naren Shankar                             | 48693.2          | 112      |
| Doctorul holografic trebuie să salveze membrii echipajului care au fost transformați în energie pe holopunte, prin pornirea unui program holografic numit Beowulf.                                                                                  |                   |                  |                                           |                  |          |
| |                   |                  |                                           |                  |          |
| 13. "Cathexis" | 1 mai 1995        | Kim Friedman     | Brannon Braga                             | 48734.2          | 113      |
| O minte extraterestră preia controlul unor membri ai echipajului, Chakotay este lăsat aparent în moarte cerebrală după ce un lucru Necunoscută îi atacă naveta.                                                                                     |                   |                  |                                           |                  |          |
| |                   |                  |                                           |                  |          |
| 14. "Faces" | 8 mai 1995        | Winrich Kolbe    | Kenneth Biller                            | 48784.2          | 114      |
| B'Elanna Torres este împărțită în două de către Vidiiani: în omul din ea și jumătatea sa Klingoniană. |                   |                  |                                           |                  |          |
| |                   |                  |                                           |                  |          |
| 15. "Jetrel" | 15 mai 1995       | Kim Friedman     | Jack Klein & Karen Klein & Kenneth Biller | 48832.1, 48840.5 | 115      |
| Un membru al rasei Haakonian ajunge pe Voyager. Neelix este foarte nemulțumit de acest lucru deoarece familia lui a fost ucisă de Ordinul Haakonian.                                                                                                |                   |                  |                                           |                  |          |
| |                   |                  |                                           |                  |          |
| 16. "Learning Curve" | 22 mai 1995       | David Livingston | Ronald Wilkerson & Jean Louise Matthias   | 48846.5          | 116      |
| Tuvok antrenează câțiva membri Maquis care nu s-au integrat cum trebuie în cadrul echipajului de pe nava Voyager. |                   |                  |                                           |                  |          |
| |                   |                  |                                           |                  |          |

Patru episoade (117-120), produse pentru primul sezon au fost introduse în Sezonul 2.

### Sezonul 2 (1995–1996)
| Titlu | Premiera           | Regie            | Scenariu                                                                | Data stelară | Episod # |
| --- | ------------------ | ---------------- | ----------------------------------------------------------------------- | ------------ | -------- |
| 1. "The 37's" | 28 august 1995     | James L. Conway  | Jeri Taylor & Brannon Braga                                             | 48975.1      | 120      |
| Un grup de oameni din anii 1930 este găsit pe o planetă abandonată. Aceștia se află în stază (hypersomn), printre ei se află și Amelia Earhart, cea care a dispărut pe 2 iulie 1937 în Pacific.                            |                    |                  |                                                                         |              |          |
| |                    |                  |                                                                         |              |          |
| 2. "Initiations" | 4 septembrie 1995  | Winrich Kolbe    | Kenneth Biller                                                          | 49005.3      | 121      |
| Chakotay întâlnește un tânăr Kazon care se află într-un ritual de inițiere, acela de a-și câștiga un renume prin uciderea unui inamic sau să fie ucis în această încercare.                                                |                    |                  |                                                                         |              |          |
| |                    |                  |                                                                         |              |          |
| 3. "Projections" | 11 septembrie 1995 | Jonathan Frakes  | Brannon Braga                                                           | 48892.1      | 117      |
| Doctorul începe să delireze după un accident, el ajunge să creadă că este o persoană adevărată și că timpul său petrecut pe USS Voyager este doar un program de holopunte.                                                 |                    |                  |                                                                         |              |          |
| |                    |                  |                                                                         |              |          |
| 4. "Elogium" | 18 septembrie 1995 | Winrich Kolbe    | Kenneth Biller & Jeri Taylor                                            | 48921.3      | 118      |
| Niște forme de viață ce trăiesc în spațiu îi provoacă lui Kes intrarea în faza fertilă a rasei Ocampa, numită Elogium, punând astfel sub presiune relația ei cu Neelix atunci când Kes dorește să aibă un copil cu acesta. |                    |                  |                                                                         |              |          |
| |                    |                  |                                                                         |              |          |
| 5. "Non Sequitur" | 25 septembrie 1995 | David Livingston | Brannon Braga                                                           | 49011        | 122      |
| Harry Kim se trezește în San Francisco secolului 24 fără vreo dovadă a prezenței sale pe Voyager. |                    |                  |                                                                         |              |          |
| |                    |                  |                                                                         |              |          |
| 6. "Twisted" | 2 octombrie 1995   | Kim Friedman     | Kenneth Biller (scenariu) Arnold Rudnick (poveste) Rich Hosek (poveste) | Necunoscută  | 119      |
| O regiune a spațiului distorsionează interiorul navei Voyager. |                    |                  |                                                                         |              |          |
| |                    |                  |                                                                         |              |          |
| 7. "Parturition" | 9 octombrie 1995   | Jonathan Frakes  | Tom Szollosi                                                            | 49068.5      | 123      |
| În timp ce se luptă pentru inima lui Kes, Neelix și Tom Paris sunt trimiși împreună într-o misiune de cercetare. |                    |                  |                                                                         |              |          |
| |                    |                  |                                                                         |              |          |
| 8. "Persistence of Vision" | 30 octombrie 1995  | James L. Conway  | Jeri Taylor                                                             | 49037.2      | 124      |
| Membrii echipajului au halucinații provocate de un extraterestru, care le induce o stare asemănătoare cu o transă. |                    |                  |                                                                         |              |          |
| |                    |                  |                                                                         |              |          |
| 9. "Tattoo" | 6 noiembrie 1995   | Alexander Singer | Larry Brody                                                             | 49211.5      | 125      |
| Chakotay întâlnește niște extratereștri care poartă pe frunte același tatuaj ca și el. |                    |                  |                                                                         |              |          |
| |                    |                  |                                                                         |              |          |
| 10. "Cold Fire" | 13 noiembrie 1995  | Cliff Bole       | Brannon Braga                                                           | 49164.8      | 126      |
| Un Ocampan o ajută pe Kes să-și dezvolte abilitățile mentale, în timp ce echipajul se confruntă cu o ființă ce pare a fi versiunea feminină a Îngrijitorului.                                                              |                    |                  |                                                                         |              |          |
| |                    |                  |                                                                         |              |          |
| 11. "Maneuvers" | 20 noiembrie 1995  | David Livingston | Kenneth Biller                                                          | 48423.0      | 127      |
| Membri ai sectei Kazon Nistrim se infiltrează la bordul navei Voyager și fură un modul de teleportare în încercarea de a unifica toate sectele Kazon.                                                                      |                    |                  |                                                                         |              |          |
| |                    |                  |                                                                         |              |          |
| 12. "Resistance" | 27 noiembrie 1995  | Winrich Kolbe    | Lisa Klink                                                              | Necunoscută  | 128      |
| O misiune pentru a face rost de Telerium ia o întorsătură greșită atunci când Tuvok și B'Elanna sunt capturați și considerați a face parte dintr-o mișcare de rezistență.                                                  |                    |                  |                                                                         |              |          |
| |                    |                  |                                                                         |              |          |
| 13. "Prototype" | 15 ianuarie 1996   | Jonathan Frakes  | Nicholas Corea                                                          | Necunoscută  | 129      |
| Membrii echipajului găsesc și repară un robot aflat în derivă prin spațiu, doar pentru a se trezi în mijlocul unui război atunci când B'Elanna este rapită.                                                                |                    |                  |                                                                         |              |          |
| |                    |                  |                                                                         |              |          |
| 14. "Alliances" | 22 ianuarie 1996   | Les Landau       | Jeri Taylor                                                             | 49337.4      | 131      |
| Janeway încearcă să facă o alianță cu rasa Kazon pentru a fortifica poziția navei Voyager în Cuadrantul Delta. |                    |                  |                                                                         |              |          |
| |                    |                  |                                                                         |              |          |
| 15. "Threshold" | 29 ianuarie 1996   | Alexander Singer | Brannon Braga                                                           | 49373.4      | 132      |
| Tom Paris depășește pragul transwarp în naveta Cochrane, proiectată pentru a atinge viteza de warp 10, dar are parte de niște efecte secundare bizare.                                                                     |                    |                  |                                                                         |              |          |
| |                    |                  |                                                                         |              |          |
| 16. "Meld" | 5 februarie 1996   | Cliff Bole       | Michael Sussman & Michael Piller                                        | Necunoscută  | 133      |
| Pentru a tempera nervii unui membru al echipajului de pe Voyager, Tuvok execută o fuziune mentală. |                    |                  |                                                                         |              |          |
| |                    |                  |                                                                         |              |          |
| 17. "Dreadnought" | 12 februarie 1996  | LeVar Burton     | Gary Holland                                                            | 49447        | 134      |
| O rachetă balistică Cardassiană cu IA extrem de avansat, ce fusese reprogramată de către B'Elanna Torres, este găsită în Cuadrantul Delta.                                                                                 |                    |                  |                                                                         |              |          |
| |                    |                  |                                                                         |              |          |
| 18. "Death Wish" | 19 februarie 1996  | James L. Conway  | Michael Piller                                                          | 49301.2      | 130      |
| Echipajul întâlnește un membru al Continuumului Q, care dorește să-și încheie viața eternă. |                    |                  |                                                                         |              |          |
| |                    |                  |                                                                         |              |          |
| 19. "Lifesigns" | 26 februarie 1996  | Cliff Bole       | Kenneth Biller                                                          | 49504.3      | 136      |
| Doctorul oferă ajutor unei femei Vidiene ce suferă de sindromul Phage. |                    |                  |                                                                         |              |          |
| |                    |                  |                                                                         |              |          |
| 20. "Investigations" | 13 martie 1996     | Les Landau       | Jeri Taylor                                                             | 49485.2      | 135      |
| Membrii echipajului încearcă să descopere trădătorul de la bordul navei care trimte informații sectei Kazon Nistrim. |                    |                  |                                                                         |              |          |
| |                    |                  |                                                                         |              |          |
| 21. "Deadlock" | 18 martie 1996     | David Livingston | Brannon Braga                                                           | 49548.7      | 137      |
| O dublură a navei Voyager ia naștere atunci când aceasta traversează o ruptură în spațiu. |                    |                  |                                                                         |              |          |
| |                    |                  |                                                                         |              |          |
| 22. "Innocence" | 8 aprilie 1996     | James L. Conway  | Anthony Williams & Lisa Klink                                           | 49578.2      | 138      |
| Tuvok se prăbușește cu naveta pe o lună, unde găsește un grup de copii abandonați. |                    |                  |                                                                         |              |          |
| |                    |                  |                                                                         |              |          |
| 23. "The Thaw" | 29 aprilie 1996    | Marvin V. Rush   | Richard Gadas & Joe Menosky                                             | Necunoscută  | 139      |
| Membrii echipajului descoperă niste exratereștri conectați la un computer, care a creat a entitate ce se hrănește cu teama acestora.                                                                                       |                    |                  |                                                                         |              |          |
| |                    |                  |                                                                         |              |          |
| 24. "Tuvix" | 6 mai 1996         | Cliff Bole       | Andrew Shepard Price Mark Gaberman Kenneth Biller                       | 49655.2      | 140      |
| Un accident în timpul teleportării îi contopește pe Tuvok și Neelix într-o nouă ființă. |                    |                  |                                                                         |              |          |
| |                    |                  |                                                                         |              |          |
| 25. "Resolutions" | 13 mai 1996        | Alexander Singer | Jeri Taylor                                                             | 49690.1      | 141      |
| Janeway și Chakotay sunt nevoiți să rămână în carantină pe o planetă, după ce contractează un virus. |                    |                  |                                                                         |              |          |
| |                    |                  |                                                                         |              |          |
| 26. "Basics, Part I" | 20 mai 1996        | Winrich Kolbe    | Michael Piller                                                          | Necunoscută  | 142      |
| Seska și secta Kazon-Nistrim preiau controlul navei Voyager și abandonează echipajul pe o planetă primitivă. |                    |                  |                                                                         |              |          |
| |                    |                  |                                                                         |              |          |

### Sezonul 3 (1996–1997)
| Titlu | Premiera           | Regie                  | Scenariu                                             | Data stelară                  | Episod # |
| --- | ------------------ | ---------------------- | ---------------------------------------------------- | ----------------------------- | -------- |
| 1. "Basics, Part II" | 4 semptembrie 1996 | Winrich Kolbe          | Michael Piller                                       | 50023.4                       | 146      |
| Membrii echipajului trebuie să învețe să supraviețuiască pe o planetă neospitalieră, în timp ce Doctorul, un membru al echipajului numit Suder și Paris încearcă să reia nava sub control.                                                                    |                    |                        |                                                      |                               |          |
| |                    |                        |                                                      |                               |          |
| 2. "Flashback" | 11 septembrie 1996 | David Livingston       | Brannon Braga                                        | 50126.4                       | 145      |
| Tuvok suferă rememorări instantanee ale serviciului său pe nava Excelsior, ceea ce îi provoacă leziuni pe creier. Acesta execută o fuziune mentală cu căpitanul, în încercarea de a găsi cauza rememorărilor, bănuite a fi provocate de o amintire suprimată. |                    |                        |                                                      |                               |          |
| |                    |                        |                                                      |                               |          |
| 3. "The Chute" | 18 septembrie 1996 | Les Landau             | Clayvon C. Harris & Kenneth Biller                   | 50156.2                       | 147      |
| Tom Paris și Harry Kim sunt captivi într-o închisoare. Tom este înjughiat atunci când încearcă să-l apere pe Kim, lăsându-l pe acesta să găsească singur un plan de evadare. În același timp, Voyager încearcă să găsească o cale de a le dovedi nevinovăția. |                    |                        |                                                      |                               |          |
| |                    |                        |                                                      |                               |          |
| 4. "The Swarm" | 25 septembrie 1996 | Alexander Singer       | Mike Sussman                                         | 50252.3                       | 149      |
| Voyager întâlnește un roi de nave minuscule în timp ce traversează o scurtătură printr-o regiune ce aparține unei specii ostile, iar Doctorul începe să-și piardă memoria.                                                                                    |                    |                        |                                                      |                               |          |
| |                    |                        |                                                      |                               |          |
| 5. "False Profits" | 2 octombrie 1996   | Cliff Bole             | George A. Brozak & Joe Menosky                       | 50074.3                       | 144      |
| Membrii echipajului întâlnesc doi Ferengi ce se dau drept zei. |                    |                        |                                                      |                               |          |
| |                    |                        |                                                      |                               |          |
| 6. "Remember" | 9 octombrie 1996   | Winrich Kolbe          | Brannon Braga & Joe Menosky                          | 50203.1                       | 148      |
| B'Elanna are vise extrem de reale. |                    |                        |                                                      |                               |          |
| |                    |                        |                                                      |                               |          |
| 7. "Sacred Ground" | 30 octombrie 1996  | Robert Duncan McNeill  | Geo Cameron & Lisa Klink                             | 50063.2                       | 143      |
| Kes cade în comă după ce intră în contact cu un câmp energetic din jurul unei stânci. |                    |                        |                                                      |                               |          |
| |                    |                        |                                                      |                               |          |
| 8. "Future's End, Part I" | 6 noiembrie 1996   | David Livingston       | Brannon Braga & Joe Menosky                          | Necunoscută                   | 150      |
| O navă temporală din secolul 29 creează un paradox temporal atunci când, în mod accidental, ajunge pe Pământ împreună cu Voyager, în două perioade diferite ale secolului 20.                                                                                 |                    |                        |                                                      |                               |          |
| |                    |                        |                                                      |                               |          |
| 9. "Future's End, Part II" | 13 noiembrie 1996  | Cliff Bole             | Brannon Braga & Joe Menosky                          | 50312.6                       | 151      |
| Janeway trebuie să prevină distrugerea sistemului solar de către un antreprenor al secolului 20, care a pus mâna pe nava temporală. |                    |                        |                                                      |                               |          |
| |                    |                        |                                                      |                               |          |
| 10. "Warlord" | 20 noiembrie 1996  | David Livingston       | Andrew Shepard Price Mark Gaberman Lisa Klink        | 50348.1                       | 152      |
| Kes este controlată de un despot războinic extraterestru pe nume Tieran. |                    |                        |                                                      |                               |          |
| |                    |                        |                                                      |                               |          |
| 11. "The Q and the Grey" | 27 noiembrie 1996  | Cliff Bole             | Shawn Piller & Kenneth Biller                        | 50384.2                       | 153      |
| Q vine în vizită pe nava Voyager cu o propunere pentru Janeway, în timp ce un război civil izbucnește în Continuumul Q. |                    |                        |                                                      |                               |          |
| |                    |                        |                                                      |                               |          |
| 12. "Macrocosm" | 11 decembrie 1996  | Alexander Singer       | Brannon Braga                                        | 50425.1                       | 154      |
| Voyager răspunde apelului SOS al unei colonii miniere ce se confruntă cu o epidemie virală. Virusul reușește să ajungă la bordul navei Voyager prin sistemul de teleportare, iar Janeway și doctorul sunt singurii care îl pot opri.                          |                    |                        |                                                      |                               |          |
| |                    |                        |                                                      |                               |          |
| 13. "Fair Trade" | 8 ianuarie 1997    | Jesús Salvador Treviño | Ronald Wilkerson Jean Louise Matthias Andre Bormanis | Necunoscută                   | 156      |
| Voyager se apropie de limita cunoștințelor lui Neelix, ajungând la o stație comercială. |                    |                        |                                                      |                               |          |
| |                    |                        |                                                      |                               |          |
| 14. "Alter Ego" | 15 ianuarie 1997   | Robert Picardo         | Joe Menosky                                          | 50460.3                       | 155      |
| Echipajul participă la o petrecere luau pe holopunte, iar Tuvok descoperă o hologramă neobișnuită. |                    |                        |                                                      |                               |          |
| |                    |                        |                                                      |                               |          |
| 15. "Coda" | 29 ianuarie 1997   | Nancy Malone           | Jeri Taylor                                          | 50518.6                       | 158      |
| Janeway pare a fi captivă într-o buclă temporală în care au loc diferite evenimente, dare care duc toate la moartea ei. |                    |                        |                                                      |                               |          |
| |                    |                        |                                                      |                               |          |
| 16. "Blood Fever" | 5 februarie 1997   | Andrew J. Robinson     | Lisa Klink                                           | 50537.2                       | 157      |
| Vorik îi transmite Pon farr B'Elannei. |                    |                        |                                                      |                               |          |
| |                    |                        |                                                      |                               |          |
| 17. "Unity" | 12 februarie 1997  | Robert Duncan McNeill  | Kenneth Biller                                       | 50614.2                       | 159      |
| Chakotay răspunde unui apel la ajutor venit de pe o planetă, unde se vede prins în mijlocul unui schimb de focuri între două grupuri, în timp ce echipajul de pe Voyager descoperă o navă Borg abandonată.                                                    |                    |                        |                                                      |                               |          |
| |                    |                        |                                                      |                               |          |
| 18. "Darkling" | 19 februarie 1997  | Alexander Singer       | Brannon Braga & Joe Menosky                          | 50693.2                       | 161      |
| Doctorul încearcă să adauge alte personalități la programul său, dar 'îmbunătățirea' care rezultă îl determină să dezvolte o personalitate alternativă malefică.                                                                                              |                    |                        |                                                      |                               |          |
| |                    |                        |                                                      |                               |          |
| 19. "Rise" | 26 februarie 1997  | Robert Scheerer        | Brannon Braga & Jimmy Diggs                          | Necunoscută                   | 160      |
| Voyager oferă ajutor unei planete ce are probleme cu niște asteroizi. Tuvok și Neelix se prăbușesc cu naveta pe planetă și încearcă să repare un elevator spațial cu levitație magnetică.                                                                     |                    |                        |                                                      |                               |          |
| |                    |                        |                                                      |                               |          |
| 20. "Favorite Son" | 19 martie 1997     | Marvin V. Rush         | Lisa Klink                                           | 50732.4                       | 162      |
| Harry Kim este chemat să rămână pe o planetă populată în mare majoritate de femei. |                    |                        |                                                      |                               |          |
| |                    |                        |                                                      |                               |          |
| 21. "Before and After" | 9 aprilie 1997     | Allan Kroeker          | Kenneth Biller                                       | Multiple (due to time travel) | 163      |
| Cu puțin înainte de moartea ei în viitor, Kes începe să călătorească înapoi în timp, luând parte la câteva evenimente ce se petrec în Anul de Iad. |                    |                        |                                                      |                               |          |
| |                    |                        |                                                      |                               |          |
| 22. "Real Life" | 23 aprilie 1997    | Anson Williams         | Harry 'Doc' Kloor & Jeri Taylor                      | 50836.2                       | 164      |
| Doctorul își creează o familie pe holopunte. |                    |                        |                                                      |                               |          |
| |                    |                        |                                                      |                               |          |
| 23. "Distant Origin" | 30 aprilie 1997    | David Livingston       | Brannon Braga & Joe Menosky                          | Necunoscută                   | 165      |
| În încercarea de a-și demonstra teorille eretice, un savant reptilian îl răpește pe Chakotay și atrage întregul echipaj în conflictul dintre doctrina rasei sale și surprinzătorul adevăr despre originea acesteia.                                           |                    |                        |                                                      |                               |          |
| |                    |                        |                                                      |                               |          |
| 24. "Displaced" | 7 mai 1997         | Allan Kroeker          | Lisa Klink                                           | 50912.4                       | 166      |
| Membrii echipajului sunt înlocuiți unul câte unul cu extratereștri dintr-o rasă Necunoscutăă. |                    |                        |                                                      |                               |          |
| |                    |                        |                                                      |                               |          |
| 25. "Worst Case Scenario" | 14 mai 1997        | Alexander Singer       | Kenneth Biller                                       | 50953.4                       | 167      |
| B'Elanna Torres descoperă un program holografic unde Chakotay, împreună cu echipajul Maquis, se răzvrătesc împotriva lui Janeway. |                    |                        |                                                      |                               |          |
| |                    |                        |                                                      |                               |          |
| 26. "Scorpion, Part I" | 21 mai 1997        | David Livingston       | Brannon Braga & Joe Menosky                          | 50984.3                       | 168      |
| Voyager trebuie să traverseze regiunea de spațiu ce aparține rasei Borg, dar apariția unei noi specii dă naștere la o situație problematică. |                    |                        |                                                      |                               |          |
| |                    |                        |                                                      |                               |          |

### Sezonul 4 (1997–1998)
| Titlu | Premiera           | Regie                  | Scenariu                                                   | Data stelară | Episod # |
| --- | ------------------ | ---------------------- | ---------------------------------------------------------- | ------------ | -------- |
| 1. "Scorpion, Part II" | 3 septembrie 1997  | Winrich Kolbe          | Brannon Braga & Joe Menosky                                | 51003.7      | 169      |
| Janeway și Tuvok conlucrează cu Borgii și fac cunoștință cu Seven of Nine în timp ce colaborează la dezvoltarea unei arme împotriva Speciei 8472, în schimbul traversării în siguranță a spațiului Borg. |                    |                        |                                                            |              |          |
| |                    |                        |                                                            |              |          |
| 2. "The Gift" | 10 septembrie 1997 | Anson Williams         | Joe Menosky                                                | 51008        | 170      |
| Abilitățile mentale ale lui Kes se dezvoltă până când încep să pună în pericol siguranța navei Voyager. |                    |                        |                                                            |              |          |
| |                    |                        |                                                            |              |          |
| 3. "Day of Honor" | 17 septembrie 1997 | Jesús Salvador Treviño | Jeri Taylor                                                | Necunoscută  | 172      |
| B'Elanna încearcă să respecte sărbătoarea Klingoniană a Zilei Onoarei după ce miezul warp este pierdut. |                    |                        |                                                            |              |          |
| |                    |                        |                                                            |              |          |
| 4. "Nemesis" | 24 septembrie 1997 | Alexander Singer       | Kenneth Biller                                             | 51082.4      | 171      |
| Chakotay ia parte la luptă într-un război extraterestru. |                    |                        |                                                            |              |          |
| |                    |                        |                                                            |              |          |
| 5. "Revulsion" | 1 octombrie 1997   | Kenneth Biller         | Lisa Klink                                                 | 51186.2      | 173      |
| O hologramă ia legătura cu nava Voyager, iar Doctorul este încântat să cunoască un seamăn al său. |                    |                        |                                                            |              |          |
| |                    |                        |                                                            |              |          |
| 6. "The Raven" | 8 octombrie 1997   | LeVar Burton           | Bryan Fuller & Harry 'Doc' Kloor                           | Necunoscută  | 174      |
| Seven of Nine are halucinații regresive Borg în timp ce încearcă să devină mai umană. |                    |                        |                                                            |              |          |
| |                    |                        |                                                            |              |          |
| 7. "Scientific Method" | 29 octombrie 1997  | David Livingston       | Sherry Klein Harry 'Doc' Kloor Lisa Klink                  | 51244.3      | 175      |
| Membrii echipajului se simt rău în mod inexplicabil în timp ce sunt examinați de intruși nevăzuți. |                    |                        |                                                            |              |          |
| |                    |                        |                                                            |              |          |
| 8. "Year of Hell, Part I" | 5 noiembrie 1997   | Allan Kroeker          | Brannon Braga & Joe Menosky                                | 51268.4      | 176      |
| Voyager creează un nou Laborator de Astrometrică, cu ajutorul căruia cartografiază un nou traseu, ce îi aduce în contact cu o navă temporală Krenim, care are capacitatea de a șterge evenimente din istorie. |                    |                        |                                                            |              |          |
| |                    |                        |                                                            |              |          |
| 9. "Year of Hell, Part II" | 12 noiembrie 1997  | Mike Vejar             | Brannon Braga & Joe Menosky                                | 51425.4      | 177      |
| Grav avariată, Voyager se ascunde într-o nebuloasă, unde doar un echipaj schelet încearcă să facă reparații; între timp, comandantul navei Krenim le propune un compromis lui Chakotay și lui Paris. |                    |                        |                                                            |              |          |
| |                    |                        |                                                            |              |          |
| 10. "Random Thoughts" | 19 noiembrie 1997  | Alexander Singer       | Kenneth Biller                                             | 51367.2      | 178      |
| Torres este arestată în timpul unei vizite pe o planetă locuită de telepați, unde gândurile violente sunt considerate a fi o crimă. |                    |                        |                                                            |              |          |
| |                    |                        |                                                            |              |          |
| 11. "Concerning Flight" | 26 noiembrie 1997  | Jesús Salvador Treviño | Jimmy Diggs & Joe Menosky                                  | 51386.4      | 179      |
| Niște extratereștri fură mai multe componente cheie ale navei Voyager, ce sunt apoi recuperate cu ajutorul unei holograme a lui Leonardo Da Vinci. |                    |                        |                                                            |              |          |
| |                    |                        |                                                            |              |          |
| 12. "Mortal Coil" | 17 decembrie 1997  | Allan Kroeker          | Bryan Fuller                                               | 51449.2      | 180      |
| Neelix moare în încercarea de a colecta mostre de proto-materie dintr-o nebuloasă. Seven of Nine crede că îl poate readuce la viață folosind nanosonde Borg, dar lui Neelix îi este greu să se adapteze la noua situație, mai ales datorită faptului că nu a avut nicio experiență a vieții de apoi.               |                    |                        |                                                            |              |          |
| |                    |                        |                                                            |              |          |
| 13. "Waking Moments" | 14 ianuarie 1998   | Alexander Singer       | Andre Bormanis                                             | 51471.3      | 182      |
| Echipajul navei Voyager începe să aibă vise din care nu se pot trezi, iar Chakotay este singurul care-i poate salva. |                    |                        |                                                            |              |          |
| |                    |                        |                                                            |              |          |
| 14. "Message in a Bottle" | 21 ianuarie 1998   | Nancy Malone           | Rick Williams & Lisa Klink                                 | 51462        | 181      |
| Cu ajutorul unei rețele de comunicare antice, programul Doctorului este trimis pe o navă foarte avansată a Flotei Stelare, unde descoperă că numai el și Holograma Medicală de Urgență proprie a navei mai pot lupta împotriva Romulanilor, care au preluat controlul și încearcă să ducă nava în spațiul Romulan. |                    |                        |                                                            |              |          |
| |                    |                        |                                                            |              |          |
| 15. "Hunters" | 11 februarie 1998  | David Livingston       | Jeri Taylor                                                | 51501.4      | 183      |
| O transmisiune din partea Comandamentului Flotei Stelare este reținută la o stație releu aparținând rasei Hirogen, iar Janeway pornește în căutarea acesteia. |                    |                        |                                                            |              |          |
| |                    |                        |                                                            |              |          |
| 16. "Prey" | 18 februarie 1998  | Allan Eastman          | Brannon Braga                                              | 51652.3      | 184      |
| Voyager salvează un supraviețuitor Hirogen, care le spune că există un nou fel de pradă. |                    |                        |                                                            |              |          |
| |                    |                        |                                                            |              |          |
| 17. "Retrospect" | 25 februarie 1998  | Jesús Salvador Treviño | Mark Gaberman Andrew Shepard Price Bryan Fuller Lisa Klink | 51658.2      | 185      |
| După ce începe să sufere de halucinații tulburătoare, Seven of Nine este hipnotizată de către Doctor, a cărui analiză scoate la iveală posibilitatea ca un negustor să fi extras tehnologie Borg din corpul lui Seven, fără consimțământul acesteia.                                                               |                    |                        |                                                            |              |          |
| |                    |                        |                                                            |              |          |
| 18. "The Killing Game, Part I" | 4 martie 1998      | David Livingston       | Brannon Braga & Joe Menosky                                | Necunoscută  | 186      |
| Războinici Hirogen implantează niște dispozitive în corpurile membrilor echipajului, pentru a-i determina să creadă că sunt personaje holografice folosite ca pradă la vânătoare. |                    |                        |                                                            |              |          |
| |                    |                        |                                                            |              |          |
| 19. "The Killing Game, Part II" | 4 martie 1998      | David Livingston       | Brannon Braga & Joe Menosky                                | 51715.2      | 187      |
| Războinici Hirogen implantează niște dispozitive în corpurile membrilor echipajului pentru a-i determina să creadă că sunt personaje holografice folosite ca pradă la vânătoare. |                    |                        |                                                            |              |          |
| |                    |                        |                                                            |              |          |
| 20. "Vis à Vis" | 8 aprilie 1998     | Jesús Salvador Treviño | Robert J. Doherty                                          | 51762.4      | 188      |
| O navetă extraterestră cu un sistem de propulsie prototip apare subit și solicită ajutor. Paris nu-și găsește locul și se oferă să-l ajute pe pilotul acesteia, Steth, la repararea navetei. |                    |                        |                                                            |              |          |
| |                    |                        |                                                            |              |          |
| 21. "The Omega Directive" | 15 aprilie 1998    | Victor Lobl            | Jimmy Diggs Steve J. Kay Lisa Klink                        | 51781.2      | 189      |
| Janeway pune în aplicare Directiva Omega, un ordin de a distruge moleculele Omega, chiar dacă aceasta înseamnă încălcarea Primei Directive. |                    |                        |                                                            |              |          |
| |                    |                        |                                                            |              |          |
| 22. "Unforgettable" | 22 aprilie 1998    | Andrew J. Robinson     | Greg Elliot & Michael Perricone                            | 51813.4      | 190      |
| O femeie extraterestră, Kellin (Virginia Madsen), de pe o navă camuflată cere să vorbească cu Chakotay, spunându-i pe nume, și solicită azil pe Voyager. |                    |                        |                                                            |              |          |
| |                    |                        |                                                            |              |          |
| 23. "Living Witness" | 29 aprilie 1998    | Tim Russ               | Brannon Braga & Bryan Fuller                               | Necunoscută  | 191      |
| 700 de ani în viitor, custodele unui muzeu Kyrian speră că un vestigiu de pe Voyager conținând o copie a Doctorului poate confirma viziunea lor asupra istoriei. |                    |                        |                                                            |              |          |
| |                    |                        |                                                            |              |          |
| 24. "Demon" | 6 mai 1998         | Anson Williams         | Kenneth Biller & Andre Bormanis                            | Necunoscută  | 192      |
| Tom Paris și Harry Kim coboară cu o navetă pe o planetă extrem de neospitalieră pentru a face rost de combustibil. |                    |                        |                                                            |              |          |
| |                    |                        |                                                            |              |          |
| 25. "One" | 13 mai 1998        | Kenneth Biller         | Jeri Taylor                                                | 51929.3      | 193      |
| Seven of Nine rămâne singură pe Voyager, atunci când radiațiile letale ale unei nebuloase obligă restul echipajului să intre în stază, iar proiectoarele holografice ale Doctorului sunt întrerupte. |                    |                        |                                                            |              |          |
| |                    |                        |                                                            |              |          |
| 26. "Hope and Fear" | 20 mai 1998        | Winrich Kolbe          | Rick Berman Brannon Braga Joe Menosky                      | 51978.2      | 194      |
| Paris și Neelix se întorc dintr-o misiune împreună cu un personaj numit Arturis, care cunoaște mai mult de 4000 de limbi. Acesta reușește să decodifice un mesaj de la Flota Stelară, care ar putea conține o cale spre casă.                                                                                      |                    |                        |                                                            |              |          |
| |                    |                        |                                                            |              |          |

### Sezonul 5 (1998–1999)
| Titlu | Premiera          | Regie                 | Scenariu                                                 | Data stelară | Episod # |
| --- | ----------------- | --------------------- | -------------------------------------------------------- | ------------ | -------- |
| 1. "Night" | 14 octombrie 1998 | David Livingston      | Brannon Braga & Joe Menosky                              | 52081.2      | 195      |
| Voyager rămâne fără energie în timp ce traversează o regiune întunecată a spațiului, contaminată cu radiații teta. |                   |                       |                                                          |              |          |
| |                   |                       |                                                          |              |          |
| 2. "Drone" | 21 octombrie 1998 | Les Landau            | Brannon Braga Joe Menosky Bryan Fuller Harry 'Doc' Kloor | Necunoscută  | 196      |
| Emițătorul mobil al Doctorului este avariat în timpul teleportării dintr-o misiune, fuzionând cu nanosondele Borg a lui Seven of Nine și cu ADN-ul unui Aspirant de sex masculin, pentru a da naștere unui Borg al secolului 29. |                   |                       |                                                          |              |          |
| |                   |                       |                                                          |              |          |
| 3. "Extreme Risk" | 28 octombrie 1998 | Cliff Bole            | Kenneth Biller                                           | Necunoscută  | 197      |
| B'Elanna se pune în mod intenționat în situații din ce în ce mai periculoase. Între timp, membrii echipajului hotărăsc să construiască o nouă navetă numită Delta Flyer.                                                         |                   |                       |                                                          |              |          |
| |                   |                       |                                                          |              |          |
| 4. "In the Flesh" | 4 noiembrie 1998  | David Livingston      | Nick Sagan                                               | 52136.4      | 198      |
| Nava întâlnește un centru de antrenament pentru invadarea Pământului de către extratereștri. |                   |                       |                                                          |              |          |
| |                   |                       |                                                          |              |          |
| 5. "Once Upon a Time" | 11 noiembrie 1998 | John T. Kretchmer     | Michael Taylor                                           | Necunoscută  | 199      |
| Neelix are grijă de Naomi Wildman după ce mama acesteia este rănită într-o misiune. |                   |                       |                                                          |              |          |
| |                   |                       |                                                          |              |          |
| 6. "Timeless" | 18 noiembrie 1998 | LeVar Burton          | Rick Berman Brannon Braga Joe Menosky                    | 52143.6      | 201      |
| Cincisprezece ani în viitor, Chakotay și Harry Kim încearcă să împiedice prăbușirea navei Voyager pe o planetă înghețată. |                   |                       |                                                          |              |          |
| |                   |                       |                                                          |              |          |
| 7. "Infinite Regress" | 25 noiembrie 1998 | David Livingston      | Robert J. Doherty & Jimmy Diggs                          | 52188.7      | 203      |
| Seven of Nine suferă de o afecțiune asemnănătoare cu Dedublarea personalității. |                   |                       |                                                          |              |          |
| |                   |                       |                                                          |              |          |
| 8. "Nothing Human" | 2 decembrie 1998  | David Livingston      | Jeri Taylor                                              | Necunoscută  | 200      |
| O ființă extraterestră rănită este adusă la bord de pe o navă naufragiată și se atașează de organismul B'Elannei Torres. |                   |                       |                                                          |              |          |
| |                   |                       |                                                          |              |          |
| 9. "Thirty Days" | 9 decembrie 1998  | Winrich Kolbe         | Scott Miller & Kenneth Biller                            | 52179.4      | 202      |
| Tom Paris își nesocotște ordinele ajutând o lume acvatică, motiv pentru care este retrogradat la gradul de Aspirant. |                   |                       |                                                          |              |          |
| |                   |                       |                                                          |              |          |
| 10. "Counterpoint" | 16 decembrie 1998 | Les Landau            | Michael Taylor                                           | Necunoscută  | 204      |
| În timp ce traversează spațiul rasei Devore, Voyager este percheziționată în mod constant pentru a vedea dacă nu are la bord telepați.                                                                                           |                   |                       |                                                          |              |          |
| |                   |                       |                                                          |              |          |
| 11. "Latent Image" | 20 ianuarie 1999  | Mike Vejar            | Eileen Connors & Joe Menosky                             | Necunoscută  | 206      |
| Doctorul descoperă că unele dintre amintirile sale au fost blocate. |                   |                       |                                                          |              |          |
| |                   |                       |                                                          |              |          |
| 12. "Bride of Chaotica!" | 27 ianuarie 1999  | Allan Kroecher        | Bryan Fuller & Michael Taylor                            | Necunoscută  | 207      |
| Cea mai recentă aventură a lui Paris, intitulată Aventurile Căpitanului Proton, ia o întorsătură neașteptată. |                   |                       |                                                          |              |          |
| |                   |                       |                                                          |              |          |
| 13. "Gravity" | 3 februarie 1999  | Terry Windell         | Bryan Fuller Jimmy Diggs Nick Sagan                      | 52438.9      | 205      |
| Tuvok și Paris se prabușesc pe o planetă captivă într-o porțiune din subspațiu, unde întâlnesc o femeie pe nume Noss. |                   |                       |                                                          |              |          |
| |                   |                       |                                                          |              |          |
| 14. "Bliss" | 10 februarie 1999 | Cliff Bole            | Bill Prady & Robert J. Doherty                           | 52542.3      | 209      |
| Prin mijloace telepatice, un organism imens ademenește echipajul navei Voyager să intre în camera sa digestivă. |                   |                       |                                                          |              |          |
| |                   |                       |                                                          |              |          |
| 15. "Dark Frontier, Part I" | 17 februarie 1999 | Cliff Bole            | Brannon Braga & Joe Menosky                              | 52619.2      | 211      |
| Janeway plănuiește să fure o bobină transwarp de la o navă Borg avariată, pentru a-și scurta călătoria spre casă. |                   |                       |                                                          |              |          |
| |                   |                       |                                                          |              |          |
| 16. "Dark Frontier, Part II" | 17 februarie 1999 | Terry Windell         | Brannon Braga & Joe Menosky                              | 52619.2      | 212      |
| Janeway conduce o misiune în naveta Delta Flyer pentru a o salva pe Seven of Nine. |                   |                       |                                                          |              |          |
| |                   |                       |                                                          |              |          |
| 17. "The Disease" | 24 februarie 1999 | David Livingston      | Kenneth Biller & Michael Taylor                          | Necunoscută  | 210      |
| Kim își găsește dragostea atunci când echipajul întâlnește o navă generațională Varro, care are nevoie de ajutor la repararea motorului warp.                                                                                    |                   |                       |                                                          |              |          |
| |                   |                       |                                                          |              |          |
| 18. "Course: Oblivion" | 3 martie 1999     | Anson Williams        | Bryan Fuller & Nick Sagan                                | 52586.3      | 213      |
| După ce Torres și Paris se căsătoresc, radiații din suspațiu fac ca echipajul și nava să se dezintegreze. |                   |                       |                                                          |              |          |
| |                   |                       |                                                          |              |          |
| 19. "The Fight" | 24 martie 1999    | Winrich Kolbe         | Michael Taylor & Joe Menosky                             | Necunoscută  | 208      |
| Chakotay este țintuit pe un pat de infirmierie, încercând să comunice cu niște extratereștri prin halucinații. |                   |                       |                                                          |              |          |
| |                   |                       |                                                          |              |          |
| 20. "Think Tank" | 31 martie 1999    | Terrence O'Hara       | Rick Berman Brannon Braga Michael Taylor                 | Necunoscută  | 214      |
| Atunci când Voyager este urmărită de către Hazari, un think tank se oferă să dea o mână de ajutor. |                   |                       |                                                          |              |          |
| |                   |                       |                                                          |              |          |
| 21. "Juggernaut" | 26 aprilie 1999   | Allan Kroeker         | Bryan Fuller Nick Sagan Kenneth Biller                   | Necunoscută  | 215      |
| Echipajul răspunde unui apel SOS provenit de la câteva capsule de salvare Malon contaminate cu radiații. |                   |                       |                                                          |              |          |
| |                   |                       |                                                          |              |          |
| 22. "Someone to Watch Over Me" | 28 aprilie 1999   | Robert Duncan McNeill | Brannon Braga Michael Taylor Kenneth Biller              | 52647        | 216      |
| Seven of Nine explorează subiectul întâlnirilor romantice cu ajutorul Doctorului. |                   |                       |                                                          |              |          |
| |                   |                       |                                                          |              |          |
| 23. "11:59" | 5 mai 1999        | David Livingston      | Brannon Braga & Joe Menosky                              | Necunoscută  | 217      |
| Janeway evocă amintirea unuia dintre strămoșii săi pământeni, Shannon O'Donnell din Indiana. |                   |                       |                                                          |              |          |
| |                   |                       |                                                          |              |          |
| 24. "Relativity" | 12 mai 1999       | Allan Eastman         | Nick Sagan Bryan Fuller Michael Taylor                   | 52861.274    | 218      |
| Căpitanul Braxton o recrutează pe Seven of Nine pentru a împiedica sabotarea navei Voyager. |                   |                       |                                                          |              |          |
| |                   |                       |                                                          |              |          |
| 25. "Warhead" | 19 mai 1999       | John T. Kretchmer     | Michael Taylor Kenneth Biller Brannon Braga              | Necunoscută  | 219      |
| Echipajul salvează un dispozitiv cu inteligență artificială blocat într-o stâncă, dar acesta preia controlul asupra Doctorului și se dovedește a fi o armă de distrugere în masă.                                                |                   |                       |                                                          |              |          |
| |                   |                       |                                                          |              |          |
| 26. "Equinox, Part I" | 26 mai 1999       | David Livingston      | Brannon Braga & Joe Menosky                              | Necunoscută  | 220      |
| Voyager găsește o altă navă a Federației, numită USS Equinox, care este atacată de forme de viață nucleogenice zburătoare. |                   |                       |                                                          |              |          |
| |                   |                       |                                                          |              |          |

### Sezonul 6 (1999–2000)
| Titlu | Premiera           | Regie              | Scenariu                                          | Data stelară | Episod # |
| --- | ------------------ | ------------------ | ------------------------------------------------- | ------------ | -------- |
| 1. "Equinox, Part II" | 22 septembrie 1999 | David Livingston   | Brannon Braga & Joe Menosky                       | Necunoscută  | 221      |
| Echipajul navei USS Equinox încearcă să se ascundă de ochii celor de pe USS Voyager pentru a putea exploata formele de viață nucleogenice, într-o tentativă disperată de se întoarce acasă. |                    |                    |                                                   |              |          |
| |                    |                    |                                                   |              |          |
| 2. "Survival Instinct" | 29 septembrie 1999 | Terry Windell      | Ronald D. Moore                                   | 53049.2      | 222      |
| Trei indivizi Borg din trecutul lui Seven își fac apariția și cer să fie separați complet de Colectiv. |                    |                    |                                                   |              |          |
| |                    |                    |                                                   |              |          |
| 3. "Barge of the Dead" | 6 octombrie 1999   | Mike Vejar         | Ronald D. Moore & Bryan Fuller                    | Necunoscută  | 223      |
| Naveta B'Elannei este lovită de o furtună ionică, iar aceasta se trezește în mijlocul unui grup de Klingonieni, pe Barja Morților, pe drumul către Iadul Klingonian. |                    |                    |                                                   |              |          |
| |                    |                    |                                                   |              |          |
| 4. "Tinker, Tenor, Doctor, Spy" | 13 octombrie 1999  | John Bruno         | Bill Vallely & Joe Menosky                        | Necunoscută  | 224      |
| Doctorul adaugă programului său funcții de reverie, imaginându-se ca Holograma de Comandă Urgentă (HCU) a navei Voyager; însă, un grup de extratereștri care îi supraveghează percepțiile pentru a urmări echipajul, pregătesc un atac, crezând că ceea ce vad în fanteziile Doctorului este real. |                    |                    |                                                   |              |          |
| |                    |                    |                                                   |              |          |
| 5. "Alice" | 20 octombrie 1999  | David Livingston   | Juliann deLayne Bryan Fuller Michael Taylor       | Necunoscută  | 226      |
| Tom Paris recuperează o navetă extraterestră ce pare să aibă propria personalitate, și devine obsedat de ea. |                    |                    |                                                   |              |          |
| |                    |                    |                                                   |              |          |
| 6. "Riddles" | 3 noiembrie 1999   | Roxann Dawson      | Andre Bormanis & Robert Doherty                   | 53263.2      | 227      |
| La întoarcerea dintr-o misiune diplomatică, Tuvok este atacat de un intrus camuflat și suferă leziuni neurologice. |                    |                    |                                                   |              |          |
| |                    |                    |                                                   |              |          |
| 7. "Dragon's Teeth" | 10 noiembrie 1999  | Winrich Kolbe      | Michael Taylor                                    | 53167.9      | 225      |
| Voyager descoperă o rețea de tuneluri subspațiale, dar este forțată să aterizeze pe o planetă după ce este atacată. |                    |                    |                                                   |              |          |
| |                    |                    |                                                   |              |          |
| 8. "One Small Step" | 17 noiembrie 1999  | Robert Picardo     | Mike Wollaeger & Jessica Scott                    | 53292.7      | 228      |
| Seven ajută echipajul să evite o masă imensă de energie subspațială, iar aceștia speculează că o navă spațială antică s-ar putea afla în interior. |                    |                    |                                                   |              |          |
| |                    |                    |                                                   |              |          |
| 9. "The Voyager Conspiracy" | 24 noiembrie 1999  | Terry Windell      | Joe Menosky                                       | Necunoscută  | 229      |
| După ce, cu ajutorul implanturilor sale Borg, asimilează datele navei Voyager din ultimii șase ani, Seven of Nine suspectează că nava nu a ajuns în Cuadrantul Delta din întâmplare. |                    |                    |                                                   |              |          |
| |                    |                    |                                                   |              |          |
| 10. "Pathfinder" | 1 decembrie 1999   | Mike Vejar         | David Zabel                                       | Necunoscută  | 230      |
| Barclay se implică prea mult în interacțiunile sale cu reconstituirea holografică a echipajului navei Voyager, în încercarea de a-i contacta. Acest episod se bucură de prezența personajului Deanna Troi. |                    |                    |                                                   |              |          |
| |                    |                    |                                                   |              |          |
| 11. "Fair Haven" | 12 ianuarie 2000   | Allan Kroeker      | Robin Burger                                      | Necunoscută  | 231      |
| Harry Kim și Tom Paris creează un sat irlandez pe holopunte pentru amuzamentul echipajului. |                    |                    |                                                   |              |          |
| |                    |                    |                                                   |              |          |
| 12. "Blink of an Eye" | 19 ianuarie 2000   | Gabrielle Beaumont | Michael Taylor & Joe Menosky                      | Necunoscută  | 233      |
| Voyager este prinsă pe orbita unei planete cu o diferență de spațiu-timp ce face ca ani întregi petrecuți pe planetă să însemne doar câteva minute pe Voyager. Titlul acestui episod se bazează pe acela al unui episod din 1968 al seriei Star Trek, și anume „Wink of an Eye”, de unde a fost împrumutat conceptul unei rase care trăiește într-un ritm temporal accelerat față de restul universului. |                    |                    |                                                   |              |          |
| |                    |                    |                                                   |              |          |
| 13. "Virtuoso" | 26 ianuarie 2000   | Les Landau         | Raf Green & Kenneth Biller                        | 53556.4      | 234      |
| Vizitatori extratereștri ce nu au mai auzit muzică niciodată devin fascinați de felul în care Doctorul cântă operă și îl roagă pe acesta să parasească nava Voyager pentru a se alătura societății lor. |                    |                    |                                                   |              |          |
| |                    |                    |                                                   |              |          |
| 14. "Memorial" | 2 februarie 2000   | Allan Kroeker      | Brannon Braga & Robin Burger                      | Necunoscută  | 236      |
| Chakotay, Tom Paris, Harry Kim și Neelix încep să aibă viziuni ciudate după ce se întorc dintr-o misiune. |                    |                    |                                                   |              |          |
| |                    |                    |                                                   |              |          |
| 15. "Tsunkatse" | 9 februarie 2000   | Mike Vejar         | Robert Doherty                                    | 53447.2      | 232      |
| Seven of Nine și Tuvok sunt răpiți în timp ce se află în permisie, iar Seven este forțată să lupte până la moarte într-o competiție cu gladiatori. (Invitat special: Dwayne Johnson) |                    |                    |                                                   |              |          |
| |                    |                    |                                                   |              |          |
| 16. "Collective" | 16 februarie 2000  | Alison Liddi       | Andrew Shepard Price Mark Gaberman Michael Taylor | Necunoscută  | 235      |
| Chakotay, Kim, Paris și Neelix sunt luați ostateci atunci când naveta Delta Flyer este capturată de niște copii Borg aflați pe un Cub avariat. |                    |                    |                                                   |              |          |
| |                    |                    |                                                   |              |          |
| 17. "Spirit Folk" | 23 februarie 2000  |                    |                                                   | Necunoscută  | 237      |
| O defecțiune, datorată rulării non-stop a satului irlandez holografic numit Fair Haven, face ca personajele holografice să capete conștiiță de sine. Acest episod este inspirat din episodul „Ship in a Bottle”, al seriei Star Trek: Generația următoare. |                    |                    |                                                   |              |          |
| |                    |                    |                                                   |              |          |
| 18. "Ashes to Ashes" | 1 martie 2000      |                    |                                                   | 53679.4      | 238      |
| O membră decedată a echipajului reapare, pretinzând că a fost readusă la viață de o rasă extraterestră, care a adoptat-o între timp. |                    |                    |                                                   |              |          |
| |                    |                    |                                                   |              |          |
| 19. "Child's Play" | 8 martie 2000      |                    |                                                   | Necunoscută  | 239      |
| Familia lui Icheb, unul dintre copiii Borg, este găsită, dar acesta ezită să se întoarcă la ei. Seven este și ea reticentă ca Icheb să părăsească nava; iar părinții lui ascund motivul real pentru care îl vor înapoi. |                    |                    |                                                   |              |          |
| |                    |                    |                                                   |              |          |
| 20. "Good Shepherd" | 15 martie 2000     |                    |                                                   | 53753.2      | 240      |
| Trei membri ai echipajului cu rezultate mediocre sunt luați în misiune de către Capitanul Janeway. |                    |                    |                                                   |              |          |
| |                    |                    |                                                   |              |          |
| 21. "Live Fast and Prosper" | 19 aprilie 2000    |                    |                                                   | 53849.2      | 242      |
| Doi șarlatani se dau drept Janeway și Tuvok. |                    |                    |                                                   |              |          |
| |                    |                    |                                                   |              |          |
| 22. "Muse" | 26 aprilie 2000    |                    |                                                   | 53896        | 244      |
| Torres este blocată pe o planetă aflată în epoca de bronz după ce se prăbușește cu naveta Delta Flyer, iar Kim este dat dispărut într-o capsulă de salvare. |                    |                    |                                                   |              |          |
| |                    |                    |                                                   |              |          |
| 23. "Fury" | 3 mai 2000         |                    |                                                   | Necunoscută  | 241      |
| Mult mai în vârstă și mai puternică, Kes se întoarce pe Voyager, și încearcă să călătorească înapoi în timp pentru a schimba cursul vieții sale. |                    |                    |                                                   |              |          |
| |                    |                    |                                                   |              |          |
| 24. "Life Line" | 10 mai 2000        |                    |                                                   | Necunoscută  | 243      |
| Creatorul Doctorului, Lewis Zimmerman, este în pragul morții în Cuadrantul Alfa, din cauza unei boli similare sindromului Vidiian Autofagie. Matricea Doctorului este transferată în laboratorul lui Zimmerman de pe stația Jupiter, pentru a-i ajuta pe Dl Barclay și pe Consilierul Troi în încercarea lor de a trata boala.                                                                           |                    |                    |                                                   |              |          |
| |                    |                    |                                                   |              |          |
| 25. "The Haunting of Deck Twelve" | 17 mai 2000        |                    |                                                   | Necunoscută  | 245      |
| În timp ce Voyager traversează o nebuloasă, nava rămâne fără energie, dând astfel ocazia lui Neelix să spună copiilor Borg o poveste cu fantome. |                    |                    |                                                   |              |          |
| |                    |                    |                                                   |              |          |
| 26. "Unimatrice zero, Partea I" | 24 mai 2000        |                    |                                                   | Necunoscută  | 246      |
| Janeway, B'Elanna și Tuvok se infiltrează la bordul unui Cub Borg pentru a salva drone ce încearcă să-și dezvolte individualitatea. |                    |                    |                                                   |              |          |
| |                    |                    |                                                   |              |          |

### Sezonul 7 (2000–2001)
| Titlu | Premiera          | Data stelară | #       |
| --- | ----------------- | ------------ | ------- |
| 1. "Unimatrice zero, Partea a II-a" | 4 octombrie 2000  | 54014.4      | 247     |
| Janeway, B'Elanna și Tuvok sunt asimilați de către rasa Borg în timp ce încearcă să salveze grupul de drone care au căpătat individualitate. |                   |              |         |
| |                   |              |         |
| 2. "Imperfection" | 11 octombrie 2000 | 54058.6      | 248     |
| Atunci când implantul său cortical se defectează, Seven of Nine are nevoie de un transplant care-i poate salva viața. |                   |              |         |
| |                   |              |         |
| 3. "Drive" | 18 octombrie 2000 | 54090.4      | 249     |
| Echipajul navei Voyager participă cu naveta Delta Flyer într-o cursă sub-warp, avându-i ca piloți pe Tom Paris și B'Elanna Torres, iar cursul evenimentelor îl determină pe Tom s-o ceară pe B'Elanna în căsătorie. |                   |              |         |
| |                   |              |         |
| 4. "Repression" | 25 octombrie 2000 | 54129.4      | 251     |
| Foști membri Maquis sunt atacați după ce un calup de date sosește de la Flota Stelară. |                   |              |         |
| |                   |              |         |
| 5. "Critical Care" | 1 noiembrie 2000  | Necunoscută  | 250     |
| Programul Doctorului este furat, iar acesta este forțat să lucreze într-un spital extraterestru, unde, cu iscusință, reușește să manipuleze sistemul pentru a oferi servicii medicale etice. |                   |              |         |
| |                   |              |         |
| 6. "Inside Man" | 8 noiembrie 2000  | 54208.3      | 252     |
| O hologramă a lui Reginald Barclay este trimisă pe Voyager, aparent pentru a implementa un plan periculos de a-i aduce acasă; dar holograma a fost modificată de un grup de Ferengi, care încearcă să fure nanosonde Borg prețioasă de la Seven of Nine. |                   |              |         |
| |                   |              |         |
| 7. "Body and Soul" | 15 noiembrie 2000 | 54238.3      | 255     |
| Datorită unei urgențe din timpul unei misiuni, Doctorul este nevoit să-și încarce programul în implanturile Borg ale lui Seven of Nine, ceea ce îi permite să experimenteze senzații fizice reale pentru prima dată. |                   |              |         |
| |                   |              |         |
| 8. "Nightingale" | 22 noiembrie 2000 | 54274.7      | 256     |
| Harry Kim preia comanda unei nave extraterestre atunci când aceasta își pierde ofițerii într-un atac. |                   |              |         |
| |                   |              |         |
| 9. "Flesh and Blood, Part I" | 29 noiembrie 2000 | Necunoscută  | 253     |
| Tehnologia holografică a navei Voyager, pe care Janeway o donase în prealabil rasei Hirogen, a fost modificată pentru a face "prada" holografică mai vicleană. Acest lucru le permite personajelor holografice să se răzvrătească împotriva noilor lor stăpâni. |                   |              |         |
| |                   |              |         |
| 10. "Flesh and Blood, Part II" | 29 noiembrie 2000 | 54337.5      | 254     |
| Doctorul se hotărăște să se alăture hologramelor care au fugit de Hirogeni, dar, pentru aceasta, el trebuie să-i tradeze pe cei de pe Voyager. |                   |              |         |
| |                   |              |         |
| 11. "Shattered" | 17 ianuarie 2001  | Necunoscută  | 257     |
| Din întâmplare, Voyager este fragmentată în mai multe perioade temporale, iar Chakotay este singurul care se poate deplasa dintr-o perioadă în alta, întâlnind astfel vechi prieteni și dușmani din cele șase sezoane anterioare. |                   |              |         |
| |                   |              |         |
| 12. "Lineage" | 24 ianuarie 2001  | 54452.6      | 258     |
| Acum căsătorită cu Tom Paris, B'Elanna Torres descoperă că este însărcinată. Doctorul îi spune că așteaptă o fiică; dar amintirea traumelor din copilărie pe care B'Elanna le-a suferit, fiind o fetiță parțial Klingoniană ce crescuse înconjurată de oameni, o determină pe aceasta să îndepărteze ADN-ul Klingonian al copilului ei.                                                                                   |                   |              |         |
| |                   |              |         |
| 13. "Repentance" | 31 ianuarie 2001  | Necunoscută  | 259     |
| Un grup de prizonieri sunt aduși pe nava Voyager de pe o navă extraterestră avariată, iar echipajul trebuie să-i ducă la destinație pentru a fi executați. |                   |              |         |
| |                   |              |         |
| 14. "Prophecy" | 7 februarie 2001  | 54518.2      | 260     |
| Voyager întâlnește o veche navă de război Klingoniană. Klingonienii de la bordul ei porniseră la drum cu mult timp înainte în căutarea mântuitorului lor, pe care acum cred ca îl vor găsi în copilul nenăscut al lui Tom și al B'Elannei. |                   |              |         |
| |                   |              |         |
| 15. "The Void" | 14 februarie 2001 | 54553.4      | 261     |
| Voyager este atrasă într-un spațiu vid, unde navele prizoniere se atacă reciproc pentru a face rost de hrană și resurse. |                   |              |         |
| |                   |              |         |
| 16. "Workforce, Part I" | 21 februarie 2001 | 54584.3      | 262     |
| Membrii echipajului navei Voyager sunt manipulați prin tehnici de spălare a creierului pentru a accepta noi slujbe pe o planetă industrializată, care se confruntă cu o lipsă acută a forței de muncă. Doar Chakotay, Kim, Neelix (care se aflau în misiune) și Doctorul (care, în absența echipajului, a devenit Holograma de Comandă Urgentă) îi mai pot salva.                                                         |                   |              |         |
| |                   |              |         |
| 17. "Workforce, Part II" | 28 februarie 2001 | 54622.4      | 263     |
| Chakotay și Neelix se angajează pe noua planetă și încearcă să-și salveze colegii ce suferă de amnezie - însă aceștia nu vor să plece. |                   |              |         |
| |                   |              |         |
| 18. "Human Error" | 7 martie 2001     | Necunoscută  | 264     |
| Seven își exersează aptitudinile sociale pe holopunte. |                   |              |         |
| |                   |              |         |
| 19. "Q2" | 11 aprilie 2001   | 54704.5      | 265     |
| Q își lasă fiul, (Q2), pe Voyager, pentru a învăța de la membrii echipajului. |                   |              |         |
| |                   |              |         |
| 20. "Author, Author" | 18 aprilie 2001   | 54732.3      | 266     |
| Doctorul scrie un holo-roman ce urmează a fi publicat în Cuadrantul Alfa, înfățișând personaje ce seamănă izbitor, dar nu și favorabil, cu membrii echipajului. |                   |              |         |
| |                   |              |         |
| 21. "Friendship One" | 25 aprilie 2001   | 54775.4      | 267     |
| Echipajul este trimis în prima sa misiune oficială de Flota Stelară în aproape șapte ani: găsirea unei sonde pierdute, lansate de pe Pământ în secolul 21, care a ajuns in Cuadrantul Delta, unde aproape a dus la distrugerea unei planete. |                   |              |         |
| |                   |              |         |
| 22. "Natural Law" | 2 mai 2001        | 54827.7      | 268     |
| Seven și Chakotay sunt blocați pe o planetă locuită de umanoizi primitivi. |                   |              |         |
| |                   |              |         |
| 23. "Homestead" | 9 mai 2001        | 54868.6      | 269     |
| Voyager întâlnesc o comunitate Talaxiană, punându-l pe Neelix în fața deciziei dificile de a părăsi echipajul. |                   |              |         |
| |                   |              |         |
| 24. "Renaissance Man" | 16 mai 2001       | 54890.7      | 270     |
| Doctorul este nevoit să ajute un grup de extratereștri să fure miezul warp al navei Voyager (NCC-74656). |                   |              |         |
| |                   |              |         |
| 25&26. "Endgame" | 23 mai 2001       | 54973.4      | 271/272 |
| Într-un viitor alternativ, în care a durat 23 de ani ca Voyager să ajungă acasă, Amiralul Janeway pune la cale un plan de a schimba istoria. Atunci când echipajul se angajează într-o confruntare finală cu rasa Borg, cele două Janeway implementează un plan riscant de a distruge unul dintre cele șase Noduri Borg de Transwarp din galaxie și, în același timp, de a depăși pragul transwarp pentru a ajunge acasă. |                   |              |         |